# Euskadi/1997
Deze pagina geeft een overzicht van de wielerploeg Euskadi in 1997.

## Algemeen
Sponsors: Euskadi (Baskische overheid)
Algemeen manager:
Ploegleiders: Domingo Perurena, José Luis Laka
Fietsen: Zeus/Orbea

## Renners
| Naam                        | Geboortedatum | Nationaliteit | Ploeg 1996 |
| --------------------------- | ------------- | ------------- | ---------- |
| Iñaki Aiarzagüena           | 30-07-1969    | Spanje        |            |
| Ibon Ajuria                 | 09-08-1971    | Spanje        |            |
| Aitor Bugallo               | 07-12-1973    | Spanje        |            |
| Txema del Olmo              | 26-04-1973    | Spanje        | Stagiair   |
| Unai Etxebarria*            | 21-09-1972    | Venezuela     |            |
| Bingen Fernández            | 15-12-1972    | Spanje        |            |
| Igor Flores                 | 05-12-1973    | Spanje        |            |
| David García Markina        | 11-04-1970    | Spanje        |            |
| Gorka Gerrikagoitia         | 07-12-1973    | Spanje        | Stagiair   |
| Álvaro González de Galdeano | 03-01-1970    | Spanje        |            |
| Igor González de Galdeano   | 01-11-1973    | Spanje        |            |
| Iñigo González de Heredia   | 15-03-1971    | Spanje        |            |
| Roberto Laiseka             | 17-06-1969    | Spanje        |            |
| Alberto López de Munain     | 12-03-1973    | Spanje        |            |
| Óscar López Uriarte         | 24-02-1970    | Spanje        |            |
| Mikel Pradera               | 06-03-1975    | Spanje        | Stagiair   |
| César Solaun                | 29-12-1970    | Spanje        |            |

* Hoewel Unai Etxebarria op een Venezolaanse licentie rijdt, is hij van Baskische afkomst en mag daarom statutair voor Euskaltel rijden.
1994 · 1995 · 1996 · 1997 · 1998 · 1999 · 2000 · 2001 · 2002 · 2003 · 2004 · 2005 · 2006 · 2007 · 2008 · 2009 · 2010 · 2011 · 2012 · 2013